# Мескан
Мескан — афразийский язык, на котором говорят гураге в одноимённой зоне в Эфиопии. Является бесписьменным.
Согласно переписи 2007 года, на языке говорят 195 000 человек.